# Luís de Camões
Luís Vaz de Camões (ok. 1524 w Lizbonie (?), zm. 10 czerwca 1580 w Lizbonie) – renesansowy poeta, prekursor baroku, wedle tradycji największy pisarz w literaturze portugalskiej, wielokrotnie okrzykiwany „księciem poetów”. Wyklęty i niedoceniony za życia, w epoce romantyzmu stał się postacią legendarną, wzorem wszystkich poetów nieszczęśliwych.
Poezja liryczna Camõesa, wzorowana na twórczości Horacego oraz Petrarki, podejmuje zazwyczaj tematykę rozpaczy, śmierci i nieszczęśliwej miłości (topos „piekielnych mąk grzesznych kochanków”, inferno de los namorados), radykalnie przełamując humanistyczny optymizm poznawczy oraz wiarę w godność człowieka.

## Życie
Camões urodził się około roku 1524 (nie jest to pewna data) jako jedyny syn Simão Vaz de Camõesa i Any de Macedo. Nie jest znane dokładne miejsce jego urodzenia. Różne źródła za takowe podają Lizbonę, Coimbrę lub Alenquer (opinia bazowana na jednej z możliwych interpretacji jednego z jego wierszy). Edukowany przez dominikanów i jezuitów ukończył zapewne uniwersytet w Coimbrze, w 1542 wrócił do Lizbony i w stolicy rozpoczął życie dworzanina. Legenda głosi, iż jako młody chłopak stał się rywalem ówczesnego króla o względy pewnej damy dworu, za co skazany został na banicję.
Podczas wojny w Afryce Północnej (Maroko) i w jednej z potyczek Camões stracił jedno oko (zostało ono przebite strzałą). Poeta pożeglował również do Goa we wschodnich Indiach, skąd zesłany został do Makau w Chinach. Na ten okres życia Camõesa przypada napisanie Luzytan.
Do Portugalii wrócił w 1552 (jako jeden z niewielu ocalałych z katastrofy morskiej), jednak już w następnym roku został wygnany do portugalskiej kolonii w Goa i z powodu długów uwięziony na osiem lat. Ponowne pozwolenie na powrót do ojczyzny otrzymał Camões w 1569. Po opublikowaniu Luzjad otrzymał królewską pensję, jednak po śmierci władcy przestała ona obowiązywać. Stało się to przyczyną ubóstwa poety, którego jedynym źródłem zarobku było żebranie. Camõesem opiekował się wówczas służący, który przybył za nim z Indii.
Poeta zmarł w wieku 56 lat w Lizbonie. Jego sarkofag znajduje się w Klasztorze Hieronimitów, obok sarkofagu innego wielkiego Portugalczyka, Vasco da Gamy.

## Twórczość
Tytuł Os Lusíadas można przetłumaczyć jako Synowie Luza (Luzjady). Nawiązuje on do mitycznego Luza i plemienia Luzytanów, od których to rzekomo mają wywodzić się Portugalczycy. Epopeja składa się z 10 pieśni i jest oparta na wzorach klasycznych. Została napisana przy użyciu oktawy, czyli zwrotki ośmiowersowej rymowanej abababcc. Zawiera dokładnie 1102 strofy. Opowiada o podróży Vasco da Gamy do Indii, na tym tle ukazuje historię (od czasów mitycznych i rzymskich, po epokę odkryć na Dalekim Wschodzie) i tradycje Portugalczyków. Dzieło wyraża tęsknotę i miłość poety do utraconej ojczyzny.
Camões pisywał także dramaty (Anfitriões na motywach sztuki Plauta), sonety, ody, elegie. W swojej twórczości wzorował się na utworach Homera, Wergiliusza czy Petrarki. Twórczość poety odegrała wielką rolę w kształtowaniu się portugalskiej tożsamości narodowej, stała się także – już w XX wieku – swoistą podstawą dyktatury Salazara i jego nacjonalistycznej doktryny.
Klasyczne w formie wiersze Camõesa często przesączone są nastrojem rezygnacji i egzystencjalnego lęku, co zbliża poetę do poetyki mającego zrodzić się niebawem baroku. Ludzka egzystencja w ujęciu Camõesa oparta jest na paradoksie; w sonetach miłosnych przełamany zostaje tradycyjny wizerunek humanisty (poety doctusa) oraz wizja odkrytego przez niego harmonijnego świata. Terencjuszowy ideał Homo sum, humani nil a me alienum puto (człowiekiem jestem i nic co ludzkie nie jest mi obce) wbrew renesansowym przekonaniom nabiera u Camõesa pesymistycznego wymiaru, jak we fragmencie:
Wszystkiegom zaznał – i ciągle mnie spala

Żal owdowiały po rzeczach straconych.

Bunt przeciw cięgom uczy mnie obrony,

Bym się nie cieszył tym, co nie ocala.
Mimo iż w większości krótkie utwory Camõesa wyrażają panteistyczny zachwyt nad światem przyrody oraz pochwałę zmysłowych dróg poznania świata, zdarzają się również sonety w dość sugestywny sposób określające życie jako piekło i niekończący się koszmar, którego poeta nie chciałby powtórzyć. Często powracają przy tym motywy wędrówki, poczucia obcości i samotności.
Liryka miłosna Camõesa stale oscyluje między introwertycznym wyrazem cierpień miłosnych kochanka a pochwałą metafizycznego sensu tego cierpienia. Poeta przybiera przy tym ton refleksyjno-filozoficzny, głównym celem tej liryki jest uchwycenie uniwersalnych sensów oraz ontologiczne dociekania istoty miłości. Uczucie miłości przedstawione jest tu dość platonicznie, choć nie wolne jest również od barokowej zmysłowości ciała.

## Camões w Polsce
Twórczość Luisa de Camõesa jest w Polsce stosunkowo mało znana; doczekała się bowiem zaledwie kilku dość późnych wydań książkowych:
- Luzjady (Luzytanie), 1790 (przekład Jacka Przybylskiego), 1890 (przekład Zofii Trzeszczkowskiej podpisany pseudonimem "Adam M-ski") oraz 1995 (przekład Ireneusza Kani)
- Poezje wybrane, 1984
- Liryki najpiękniejsze, 2000

Przekład Zofii Trzeszczkowskiej, pomimo walorów artystycznych, wzbudzał jednak wiele zastrzeżeń, dlatego w 1995 Ireneusz Kania na nowo przetłumaczył i wydał portugalski epos. Z kolei przekładami liryki Camõesa zajęli się: Józef Waczków oraz Krystyna Rodowska.
Poeta nie doczekał się również zbyt wielu omówień. Jedynymi w Polsce źródłami wiedzy na temat Camõesa jest posłowie Józefa Waczkowa do wydania Luzytan z 1995 oraz słowo wstępne i nota biograficzna także Józefa Waczkowa do Poezji wybranych z 1984 roku, jak również książka Anny Kalewskiej Camões, czyli tryumf epiki, Warszawa 1999.
Jego nazwisko Cyprian Kamil Norwid przywołał w wierszu [Coś ty Atenom zrobił, Sokratesie]:
Coś ty uczynił swoim, Camoensie,
Że po raz drugi grób twój grabarz trzęsie,
Zgłodziwszy pierwéj...
Pierwsze tłumaczenie (prawdopodobnie z francuskiego) autorstwa Jacka Idziego Przybylskiego ukazało się w Polsce w 1790 r. Współczesny wybór liryki to: Camoes, Poezje wybrane, seria Biblioteka Poetów, Ludowa Spółdzielnia Wydawnicza, Warszawa 1984.

## Dzieła
Za życia poety publikacji doczekała się jedynie epopeja Os Lusíadas. Wiersze w dość dużych ilościach oraz trzy sztuki teatralne krążyły w odpisach oraz prywatnych drukach.

### Poematy
- Os Lusíadas (1572)

### Zbiory wierszy
- Amor é fogo que arde sem se ver (1595)
- Eu cantarei o amor tão docemente (1595)
- Verdes são os campos (1595)
- Que me quereis, perpétuas saudades? (1595)
- Sobolos rios que vão (1595)
- Transforma-se o amador na cousa amada (1595)
- Mudam-se os tempos, mudam-se as vontades (1595)
- Quem diz que Amor é falso ou enganoso (1595)
- Sete anos de pastor Jacob servia (1595)
- Alma minha gentil, que te partiste (1595)

### Sztuki teatralne
- El-Rei Seleuco (1587)
- Auto de Filodemo (1587)
- Anfitriões (1587)